# Dos Aguas
Dos Aguas (valencianisch: Dosaigües) ist eine Gemeinde (municipio) mit 338 Einwohnern (Stand: 2024) in der spanischen Provinz Valencia. Sie befindet sich in der Comarca Hoya de Buñol. 

## Geografie
Dos Aguas liegt etwa 38 Kilometer westsüdwestlich von Valencia in einer Höhe von ca. 400 m.

## Demografie
| 1900 | 1930 | 1950 | 1970 | 1981 | 1991 | 2001 | 2011 | 2021 |
| ---- | ---- | ---- | ---- | ---- | ---- | ---- | ---- | ---- |
| 1174 | 1129 | 928  | 624  | 450  | 410  | 403  | 565  | 312  |

## Sehenswürdigkeiten
- Fossilienfundstelle
- Burgreste
- Marienkirche (Iglesia de Nuestra Señora del Rosario)
- Blasiuskapelle

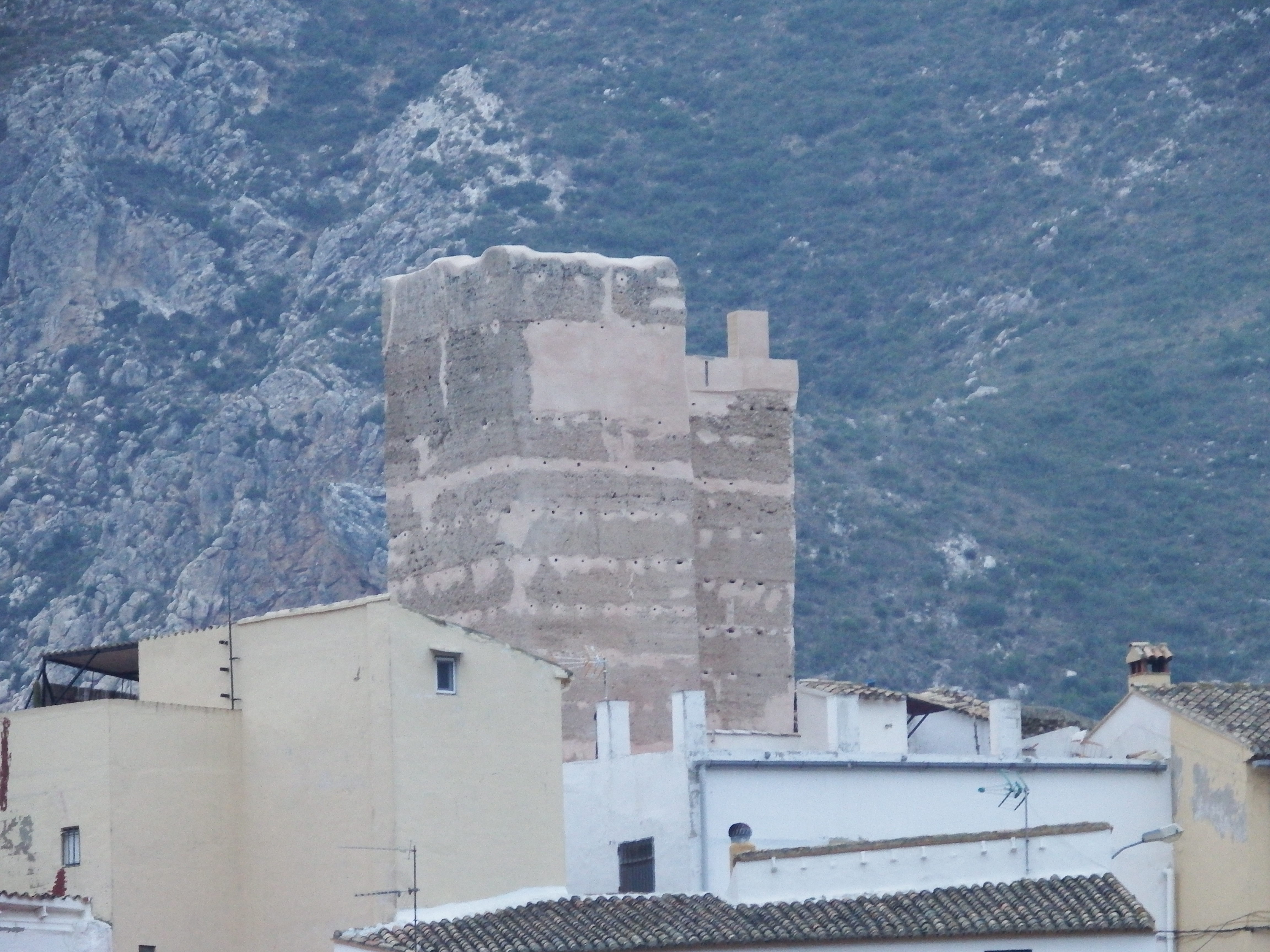
Burgreste (Turm von Vilaragut)
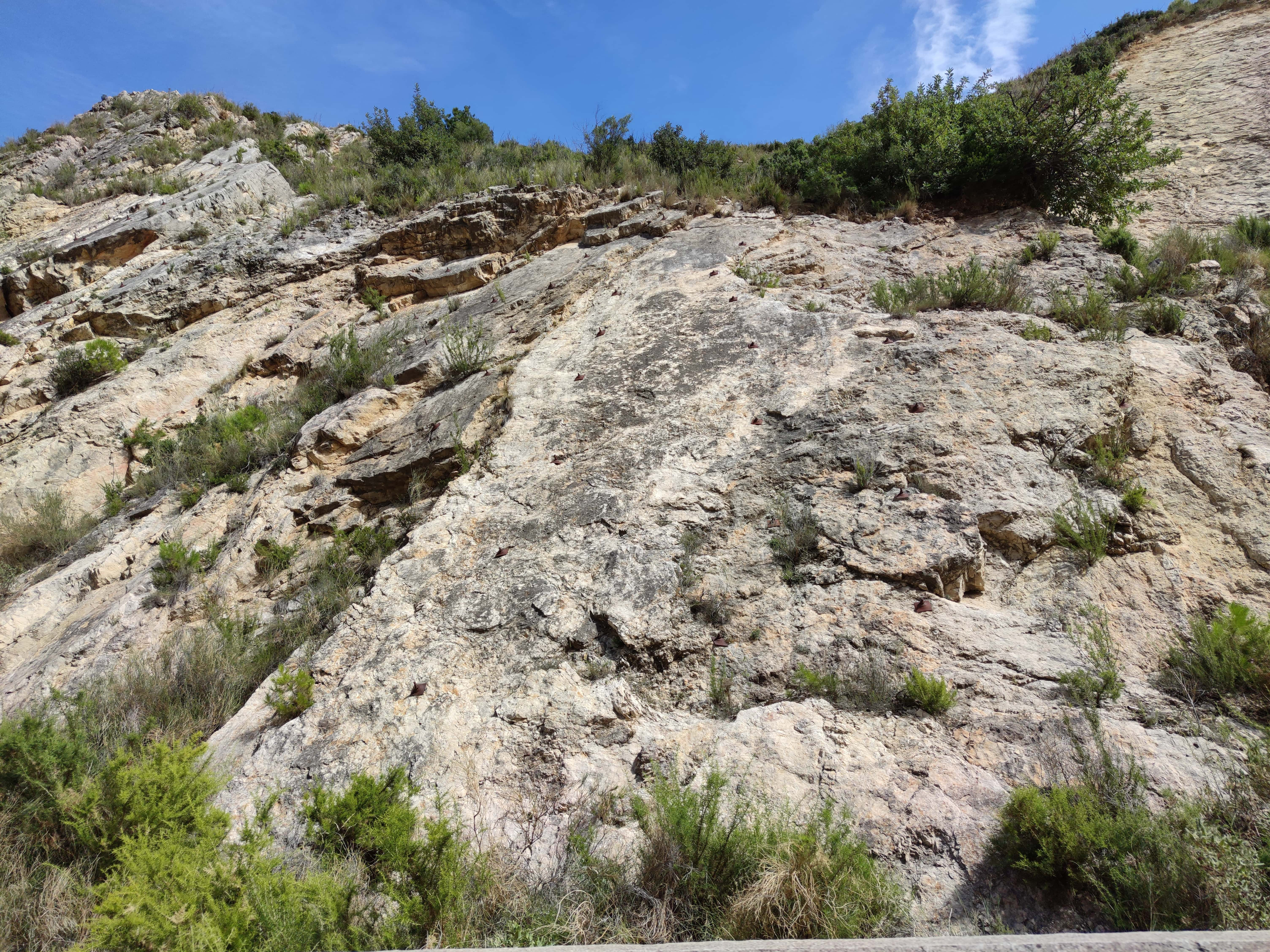
Fossilienfundstelle
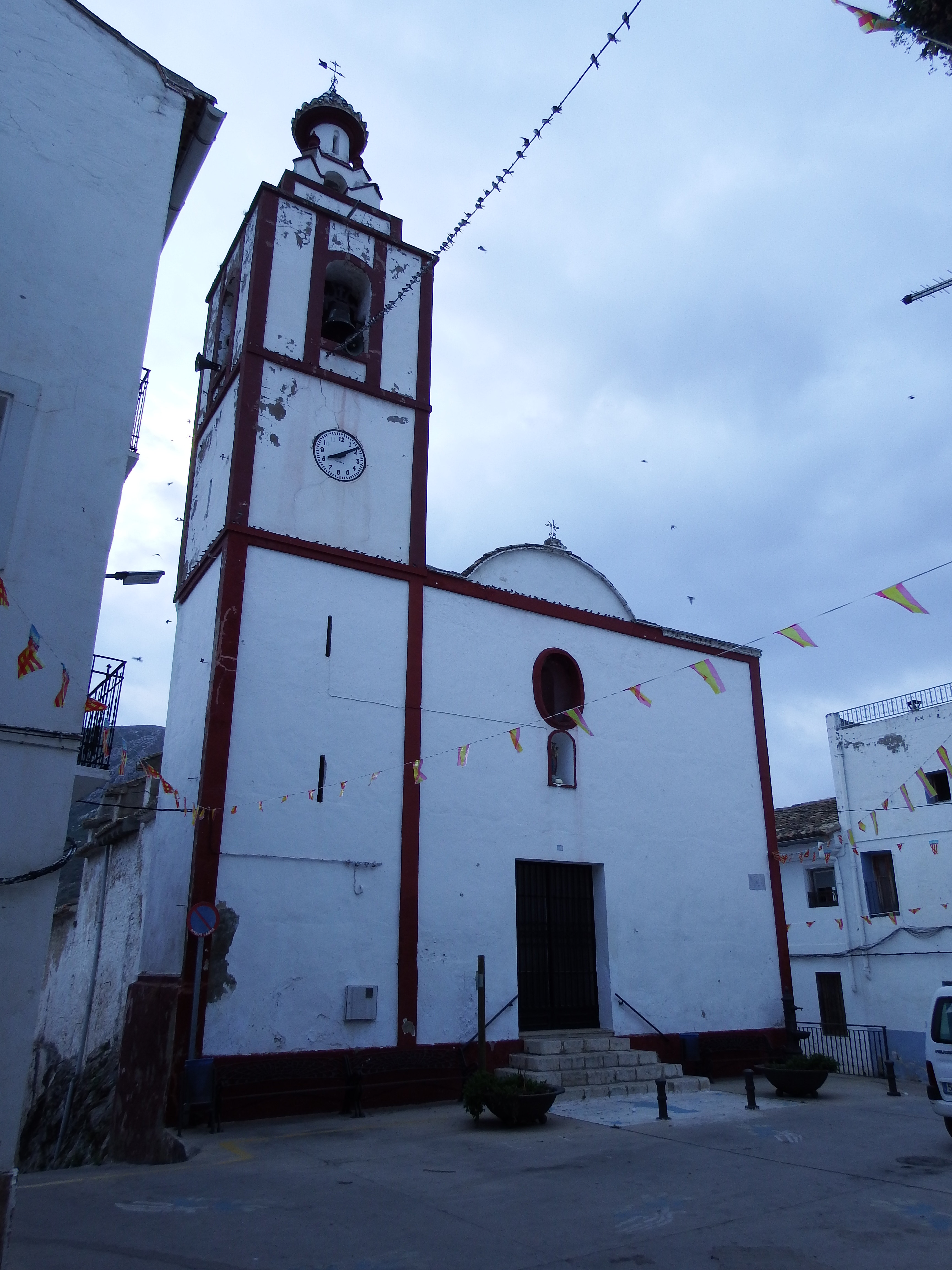
Marienkirche
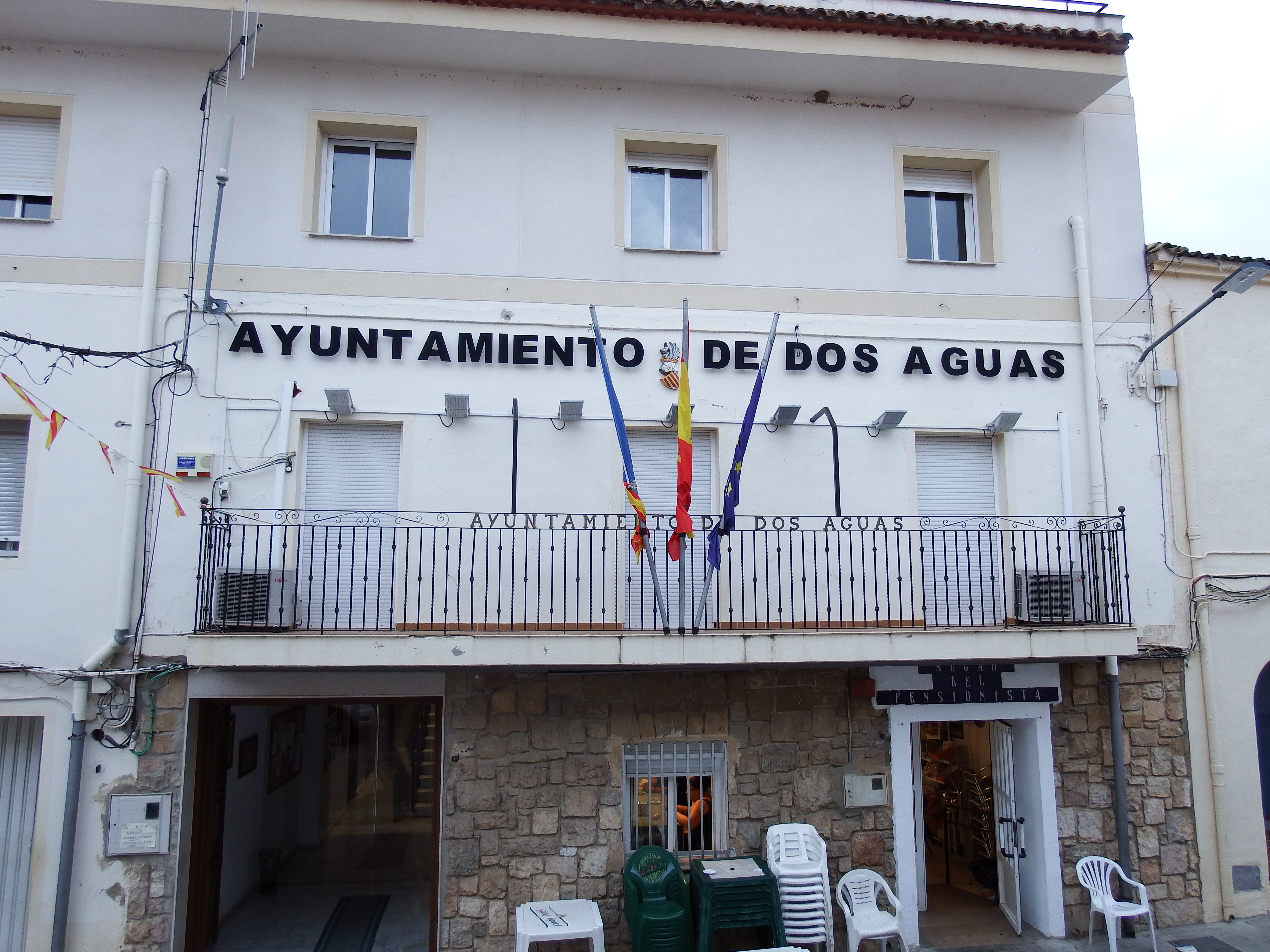
Rathaus